# Garypus bonairensis
Garypus bonairensis is een bastaardschorpioenensoort uit de familie Garypidae. De wetenschappelijke naam is gepubliceerd 
in 1936 door Beier.

## Verspreiding en habitat
Deze soort is endemisch op Bonaire in  Caribisch Nederland en komt voor in het kustgebied.

## Beschrijving
Mannetjes meten 4,4 tot 4,8 mm en vrouwtjes 5,0 tot 6,0 mm.

## Systematiek en taxonomie
De ondersoorten Garypus bonairensis realini van Aruba en Garypus bonairensis withi van Mustique werden in 2020 door Harvey, Hillyer, Carvajal en Huey tot volwaardig soort verheven.

## Etymologie
De soortaanduiding bonairensis, samengesteld uit bonair[e] en het Latijnse achtervoegsel -ensis , "wie woont in, wie leeft", werd hem gegeven in verwijzing naar de plaats van zijn ontdekking, Bonaire.